# مطبخ موريتاني

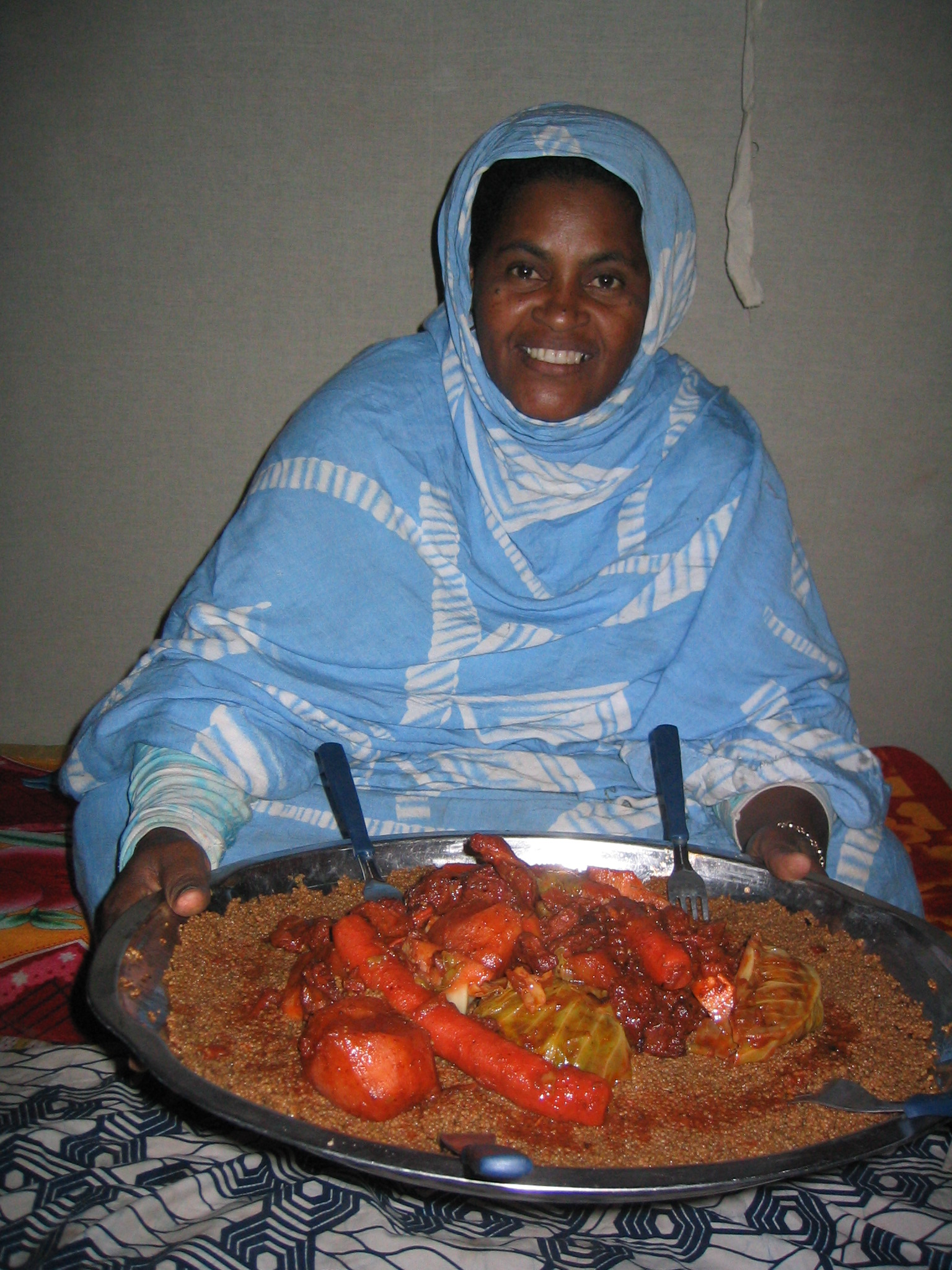
كسكس بلحم الجمل مصنوع في الخيمة في منطقة أجور (موريتانيا)

المطبخ الموريتاني يعد جزءًا من المطبخ المغاربي يشمل الأكلات في موريتانيا وهو أحد مطابخ شمال أفريقيا والمغرب العربي. تاريخيا، تأثرت المنطقة التي تعرف اليوم بموريتانيا بالعرب والأفارقة الذين عاشوا هناك وجابوا الصحراء الكبرى على متن قوافلهم. ويجمع المطبخ الموريتاني عناصر من المطبخ المغربي في الشمال والسنغالي في الجنوب. إضافة إلى ذلك أسبغ الاستعمار الفرنسي أثر على مطبخ تلك البلاد المعزولة. يحرم الإسلام شرب الكحول حيث أن استهلاكه مقصور على الفنادق وبدل منه ينتشر استهلاك الشاي الأخضر بالنعناع حيث يصب من أعلى لخلق رغوية. يتم أكل الوجبات تقليديا مع الناس.

## الأطباق
'تشمل الأطباق التقليدية التالي:
- التمور.
- مارو والحوت: طبق ساحلي من السمك و الأرز و الذي يعتبر الأكلة الوطنية لموريتانيا. يقدم الطبق مع صلصة بيضاء و حمراء مصنوعة من البندورة.
- مشوي: لحم غنم أو إبل محمر.
- سمك متبل.
- أرز مع خضروات.
- بوليت : كرات السمك.
- سمك مجفف : سمك مقدد
- التيشطار (اللحم المقدد).
- كسكس.
- شاة أول إبل محشوة بالأرز أو الكسكس .
- جبن الكارافان.
- دجاج ياسا: دجاج محمر مع الخضروات يقدم فوق البطاطس المقلية أو الأرز. طبق سينغالي في الأساس من قبائل الولووف والبولار.
- مافي: لحم الغنم  أو الإبل المطبوخ مع معجون الفول السوداني  ، البامياء و الفول السوداني . يقدم مع الأرز و يمكن تحضيره من دون اللحم للذين لا يأكلون اللحم.
- سمك ياسا.
- هاكو: صلصة الفاصولياء مع الكسكس .
- لاخ: خثارة الجبن أو اللبن الرائب مع جوز الهند المبشور فوق عصيدة الدخن الحلوة.
- بلغمان.
- العيش
- مارولايم.
- قمح مجروش مع الفاكهة المجففة.
- مارو واللحم: لحم بالأرز والخضروات.
- موريتانيا تيرين.
- جمل شوباجين.
- شيرشم: حبوب الزرع بلحم الغنم.
- شوباجين : الأرز بالسمك .
- معجنات السمك.
- شعرية موريتانية.
- سوب : حريرة.
- ستيك مع الفلفل و جوز الهند على الطريقة الموريتانية.
- ليكسور: بانكيك مع اللحم و صلصة الخضروات.
- حلوة الأفوكادو.
- بنافة: مرقة اللحم مع البطاطس
- مافي: لحم بصلصة الخضار و الفول السوداني.
- شراب الكردية.
- العيش: دجاج، لوبياء و كسكس.

## المشروبات
- شاي بالنعناع
- زرق: حليب النوق (من النياق العربية).
- مشروب الأفوكادو .
- شراب فاكهة التبلدي.